# Ahmed Mahmoud Taher
Ahmed Mahmoud Taher (* 12. März 2002) ist ein ägyptischer Leichtathlet, der sich auf den Zehnkampf spezialisiert hat.

## Sportliche Laufbahn
Erste internationale Erfahrungen sammelte Ahmed Mahmoud Taher im Jahr 2019, als er bei den Arabischen U18-Meisterschaften in Radès mit 6215 Punkten die Goldmedaille im Zehnkampf gewann. 2023 siegte er mit 6957 Punkten bei den Arabischen U23-Meisterschaften ebendort und gewann anschließend auch bei den Arabischen Meisterschaften in Marrakesch mit 7032 Punkten die Goldmedaille. Im Jahr darauf belegte er bei den Afrikaspielen in Accra mit 6748 Punkten den vierten Platz.
2023 wurde Taher ägyptischer Meister im Zehnkampf.

## Persönliche Bestleistungen
- Zehnkampf: 7389 Punkte, 9. Juli 2024 in Ismailia